# مانغا ميتو كومون
مانغا ميتو كومون(بالإنجليزية: Manga Mito Kōmon) هي سلسلة أنمي يابانية للشونن، تتكون من 46 حلقة وأخرجها كازويكي أوكاساكو. تستند السلسلة بشكل فضفاض إلى أحداث حقيقية من حياة توكوغاوا ميتسوكوني، وتعتبر نوعًا من إعادة إنتاج الدراما التاريخية الشهيرة ميتو كومون، مع إضافة عناصر خيالية أكثر.

## القصة
في رحلته عبر اليابان متنكّرًا، يسافر الشوغون ميتـو ميتسوكوني برفقة حارسه الشخصي سوكي ساساشي سوكيسومابورو، والرجل القوي كاكو-سان أتسومي كاكوشين، حفيده سوتيمارو، والكلب دومبي، وأحيانًا ترافقهم فتاة تُدعى يوكي.
تبدأ كل مغامرة بوصول المجموعة إلى قرية، ويخفي الشوغون هويته الحقيقية. أثناء استراحتهم، يلاحظون بعض الألغاز والمخالفات التي يرتكبها بعض الشخصيات المحلية، فيقررون التحقيق فيها.
تتصاعد الأحداث عندما يواجه سوكي وكاكو الشرير الرئيسي في مواجهة تكشف قدراتهما ومهاراتهما القتالية، حيث يقاتل سوكي ببسالة بسيفه كاتانا، ويستعرض كاكو قوته الخارقة الموصوفة بأنها قوة مئة رجل لتخطي أعدائه. بعد انتصارهم، يكشف سوكي الإينرو الذي يبين هوية ميتسوكوني، فيأمر الأشرار بالاستسلام ويشرح لهم سبب الجريمة ونيتها الشريرة، ثم يعاقب المخطئين ويحفز أهل القرية الصالحين على الاستمرار في حياتهم بسعادة وأمان.

## طاقم التمثيل
- هيروتاكا سوزوكي أدى دور ساساكي سوكيسومابورو سوكي-سان
- ماسارو إيكيدا أدى دور أتسومي كاكوشين كاكو-سان
- توشيا سوجيتا أدى دور ميتـو كومون توكوغاوا ميتسوكوني
- كازوي إيكورا أدت دور أوكوتو
- ماساكو ميورا أدت دور أوناتسو
- ناوكي تاتسوتا أدى دور دومبي
- يوكو ماتسوكا أدت دور سوتيمارو